# Porostereum umbrinoalutaceum
Porostereum umbrinoalutaceum är en svampart som först beskrevs av Elsie Maud Wakefield, och fick sitt nu gällande namn av Hjortstam & Ryvarden 1990. Porostereum umbrinoalutaceum ingår i släktet Porostereum och familjen Phanerochaetaceae.   Inga underarter finns listade i Catalogue of Life.